# نيسون
نينسون أو نينسومون في الأساطير السومرية (بالمسمارية: 𒀭𒊩𒌆𒄢 دنين.سومون2; بالسومرية: نين-سومون («سيدة البقر البري») هي الإلهة المعروفة بأسم والدة البطل الأسطوري جلجامش، وحافظة الآلهة كوديا من لكش. والديها هما الآلهة آنو وأوراس. ارتبطت نينسون كذلك بالآلهة القديمة حيث يعتقد أنها تناسختها.

## الأسطورة
في ملحمة جلجامش، تصور نينسون كملكة إنسانية تعيش في أوروك مع ابنها كملك. بما أن والد جلجامش كان الملك السابق لوغال باندا، فإنه من المنطقي أن تنسب نينسون مع لوغال باندا بالولادة. وتساعد ابنها في مغامرته من خلال تزويده بمعاني حلمه في البداية.
كما في ملحمة جلجامش، تستدعي نينسون من قبل جلجامش وإنكيدو للمساعدة بالدعاء إلى الإله أوتو لمساعدة الأثنين في رحلتهم إلى بلد المعيشة لمحاربة خومبابا.

## الأسماء
في إغاثة تيلو في لجش القديمة، التي يرجع تاريخها إلى ك. 2150 قبل الميلاد، تكتب باللغة المسمارية دنين.سومون2.  تعني سومون بالسومرية «البقرة البرية» ويصدق اسمها كذلك دنين.سومون2.نا نين-سوموناك، وكشف عن أصلها بمعنى «سيدة البقر البري». العلامة سومون2 تقرأ سابقاً سون2، مما أدى إلى الاستخدام الواسع النطاق للاسم نينسون. الأسماء الأخرى ريمات-نينسون (من الأكدية ريماتو «الماشية»)، «بقرة آب»، «بقرة الحاشية البرية»، و «الملكة العظيمة». 

## الآلهة المرتبطة
في الأساطير السومرية، كانت نينسون تسمى في الأصل غولا ثم تغير في وقت لاحق إلى نينيسينا. ولاحقاً، أصبحت غولا آلهة بابلية.
وفقاً لـ«رحلة بابيلساغ في نيبور،» كان أسم نينسون في الأصل نينينسينا. وفقاً للنص البابلي القديم، احتضنت نينسينا بابيلساغ بالقرب من ضفة النهر وأنجبت دامو نتيجة للأتحاد.

## وصلات خارجية
- الآلهة والإلهات القديمة في بلاد ما بين النهرين: نينسومون (نينسون) (آلهة)